# Уотни Къп
„Уотни Ман Инвитейшън Къп“ (на английски: Watney Mann Invitation Cup), по-известен като Уотни Къп, е английски футболен турнир, провеждан в началото на 1970-те години.
Турнирът е сред първите в английския футбол, който носи името на своя спонсор – в случая пивоварната „Уотни Ман“. Той се провежда преди началото на сезона, а право на участие имат по 2 отбора от най-високите 4 дивизии на английския футбол. Участват тези, които предишния сезон са отбелязали най-много голове и не са спечелили право на изява в евротурнирите или промоция в по-горна дивизия. Турнирът е под формата на директни елиминации от по 1 мач, а финалът, за разлика от много други турнири, не се играе на неутрален терен. За първи път в историята на английския футбол при равенство се изпълняват дузпи.

## Победители
| Година | Победител         | Резултат     | Финалист           |
| ------ | ----------------- | ------------ | ------------------ |
| 1970   | Дарби Каунти      | 4:1          | Манчестър Юнайтед  |
| 1971   | Колчестър Юнайтед | 4:4 4:3 (д.) | Уест Бромич Албиън |
| 1972   | Бристъл Роувърс   | 0:0 7:6 (д.) | Шефилд Юнайтед     |
| 1973   | Стоук Сити        | 2:0          | Хъл Сити           |